# Erich Satter
Erich Satter (* 25. Mai 1935 in Lambrecht (Pfalz)) ist ein deutscher Philosoph.

## Leben
Nach einer Schriftsetzerlehre und Abschluss der Graphischen Fachschule Frankfurt am Main, war Erich Satter zunächst leitender Angestellter im mittleren Management eines multinationalen Großkonzerns: Kommunikationsdesigner, Leiter der Werksdruckerei, Beratung des Einkaufs und der Kulturabteilung. Daneben engagierte er sich ehrenamtlich in verschiedenen Funktionen innerhalb der freigeistigen Bewegung.
1993 entschloss er sich deshalb zum Studium der Philosophie, mit den Nebenfächern Religionswissenschaft, Soziologie, Germanistik sowie Kunstgeschichte in Frankfurt und Graz. Diplom 1998 und Promotion 2001 am Philosophischen Institut der Geisteswissenschaftlichen Fakultät der Karl-Franzens-Universität in Graz.
Daneben Vortragstätigkeiten und danach zusätzlich umfangreiche Publikationen. Als wissenschaftlicher Autor beschäftigt er sich schwerpunktmäßig mit Ethik, Rechtsphilosophie, Weltanschauungsanalysen und Ideologiekritik. Hervorzuheben ist sein Bemühen, die Synästhesie von Ästhetik und Ethik transparent zu machen und die Bedeutung der Ästhetik bei einer Wissenschaft der sinnlichen Erkenntnis zu thematisieren. Einer seiner Ansätze ist es eine Brücke von Denis Diderots intuitiven Überlegungen zu Moral und Victor Krafts rationaler Moralbegründung zu schlagen.
Sein Sohn ist der Opernsänger Wieland Satter.

## Arbeitsgebiete

### Als praktischer Philosoph
- Schwerpunkt Ethik
  - Weltanschauungsanalyse und Ideologiekritik
  - Ethik, Ästhetik und Religion in sozialphilosophischer Reflexion
  - Untersuchungen zur Entwicklung einer "Pluralistischen Ethik"
  - Ethikunterricht bzw. LER versus konfessioneller Religionsunterricht
  - Meta-Ethische Konzeption auf dem Hintergrund eines laizistischen Staatsgefüges mit humanistischer Zielsetzung
  - Religionswissenschaft
  - Rechtsphilosophie: Naturrecht versus Positives Recht

### Als Mitarbeiter
- der Freigeistigen Aktion für humanistische Kultur
- des AK "Religion-Staat-Weltanschauung" der Humanistischen Union

### Als Mitglied
- des Wissenschaftlichen Beirats der Freien Akademie
- des Dachverbandes Freier Weltanschauungsgemeinschaften
- der Giordano-Bruno-Stiftung
- des alumni UNI Graz
- der Gesellschaft für kritische Philosophie

### Als Sprecher
- der Arbeitsgemeinschaft freireligiöser und unitarischer Gemeinschaften in Hessen KöR (1989–1995)

### Als Vorsteher
- der Freireligiösen Gemeinde Wiesbaden KöR (1977–1990)

### Als Vizepräsident
- der Freien Akademie e. V. (1979–1998)
- im Bund Freireligiöser Gemeinden Deutschlands KöR (1990–1995)

### Als Präsident
- der Freireligiösen Landesgemeinschaft Hessen KöR (1989–1995)

### Als Ehrenmitglied
- im Bund Freireligiöser Gemeinden Deutschlands

### Als Autor
- Religion und Ethik. ISBN 3-933037-23-9.
- Möglichkeit und Grenzen einer pluralistischen Ethik. Eine religions- und ideologiekritische Analyse der gesellschaftlichen Wirklichkeit sowie der Versuch einer meta-ethischen Konzeption. ISBN 3-933037-27-1.
- Wertbewusstsein im Spiegel von Religion und Postmoderne. Zur Entwicklung der Moralwissenschaft sowie der Beziehung von Ästhetik und Ethik im religiös-weltanschaulichen Spannungsfeld zwischen Moderne und Postmoderne. ISBN 978-3-933037-59-6.
- mit Oliver Vollbrecht: Modell einer rational begründbaren und ideologiefreien Ethik.Lenz, Neustadt am Rübenberge 2008, ISBN 978-3-933037-41-1.
- mit Caesar-Erich Ullrich: Geschichte der Freireligiösen Gemeinde Wiesbaden. Selbstverlag, 2005, OCLC 179699017.

### Als Herausgeber
- mit Dieter Fauth: Staat und Kirche im werdenden Europa. Gemeinsamkeiten und Unterschiede im nationalen Vergleich. ISBN 3-923834-20-9.

### Beiträge in Sammelbänden
- Volker Mueller: Ludwig Feuerbach – Religionskritik und Geistesfreiheit. ISBN 3-933037-43-3.
- Arnher E. Lenz, Volker Mueller: Wilhelm Ostwald: Monismus und Energie: ISBN 978-3-933037-84-8.
- Klaus Wellner: Nietzsche – sein Denken und dessen Entwicklungspotentiale. ISBN 978-3-933037-90-9.
- Anton Grabner-Haider, Kurt Weinke: Denklinien der Weltkultur. ISBN 3-8258-9081-3.
- Carola Baumann, Nina Ulrich: Festschrift zum 80. Geburtstag des Religionswissenschaftlers Hubertus Mynarek Streiter im weltanschaulichen Minenfeld. Der Beitrag "Moralwissenschaft statt Weltethos" führt zu einer Auseinandersetzung mit Hans Küng. ISBN 978-3-89924-247-8.
- Dieter Fauth: Anfang und Ende des menschlichen Lebens als humanitäre Herausforderung. ISBN 978-3-923834-30-3.
- Volker Mueller: Denis Diderot und der Zusammenhang der Wissenschaft und der Künste. ISBN 978-3-923834-31-0.

Außerdem ist Erich Satter Herausgeber und Mitautor des Lexikon freien Denkens.